# Federico Palma
Federico Roberto Bibiano Palma (Bella Vista, Corrientes, 2 de diciembre de 1912 - ciudad de Corrientes, 17 de septiembre de 1985) fue un reconocido historiador correntino.

## Reseña biográfica
Luego de cursar sus estudios primarios, se radicó en Corrientes donde realizó sus estudios secundarios en el Colegio Nacional Gral. San Martín; joven aún ocupó un cargo en el Banco Hipotecario, luego fue nombrado secretario del Senado Provincial, incursionó en la docencia, fue vicepresidente del Consejo Superior de Educación, fue delegado de la Comisión Nacional de Museos y Monumentos Históricos de Corrientes, interventor de la Biblioteca, miembro fundador y presidente de la Junta de Historia de Corrientes, fundador de la S.A.D.E. Desde el año 1960 dirigió el Archivo General de la Provincia.
Sin lugar a dudas un momento trascendental de su vida fue el 27 de octubre de 1970 cuando la Academia Nacional de Historia lo recibió como Académico Correspondiente en una sesión pública presdida por el profesor Ricardo Caillet Bois, quien dijo las palabras para darle la bienvenida, luego el Académico Dr. Raúl de Labougle en su discurso recordó que Federico Palma tuvo a su caro el capítulo sobre Corrientes relativo al período 1860-1930, que hiciera la Academia de Historia Argentina.
En una emotiva ceremonia realizada el 2 de julio de 1979, teniendo por escenario el teatro Juan de Vera de la ciudad de Corrientes, los clubes rotarios de Resistencia y Corrientes le hicieron entrega del premio ¨Puente General Belgrano¨, acto que se contó con la presencia de los gobernadores Luis Gómez Centurión de Corrientes y Antonio Serrano del Chaco.
Federico Palma, director del Archivo General y Boletín Oficial de la Provincia, historiador, Miembro de la Academia Nacional de la Historia fue designado doctor honoris causa de la Universidad Nacional del Nordeste, el 17 de abril de 1980 por resolución 401/80; esta distinción fue aprobada por el Consejo Asesor de Decanos y presidida por el Rector Profesor Héctor E. Tamburini, quien declaró que ¨La Universidad se siente horada de habérselo conferido junto con la satisfacción de saber que ha recaído en uno de los hijos dilectos de Corrientes¨.
En el año 1957 la Comisión Nacional de Cultura le otorgó el primer premio regional por su obra ¨Manuel Leiva: Pregonero de la Organización Nacional¨; en 1971 la Dirección de Cultura de la Provincia le entregó la medalla de oro anual; participó en la integración de Comisiones de Límites Interprovinciales.
Fue Miembro Correspondiente de las Juntas de Historia de Santa Fe, Catamarca, Chaco, Tucumán, Mendoza y Entre Ríos, del Instituto de Investigaciones Históricas de Santiago del Estero, de la Asociación Argentina de Estudios Históricos, del Instituto Histórico de la Organización Nacional y del Instituto de Ciencias Genealógicas; fue presidente de la Asociación Archivística correntina.
Murió el 17 de septiembre de 1985 en la ciudad de Corrientes. En el mes de octubre de 1985 en una sesión pública de la Academia de Genealogía se guardó un minuto de silencio en su memoria.
En su libro “Entre la tradición y la renovación historiográfica. Federico Palma y su contribución a la historiografía correntina contemporánea”, María del Mar Solís Carnicer, busca determinar las continuidades y rupturas con la historiografía tradicional de Corrientes que su producción revela, convirtiéndola en un punto de inflexión entre la historiografía de la primera y de la segunda mitad del siglo. Así analiza los aspectos teóricos, metodológicos y temáticos de su labor historiográfica y establece su inserción local, regional y nacional.
 

Esto queda evidenciado en el siguiente resumen de la obra de Solís Carnicer: 
"En la rica historiografía correntina del siglo XX Federico Palma ocupa un lugar destacado. Su contribución no se limita a su abundante producción historiográfica sino que también se extiende a la incorporación de nuevas áreas temáticas y a su interés por la creación de un espacio institucional que pudiera servir de marco y estímulo a los estudios históricos de la provincia. En sus trabajos se observan continuidades, pero también rupturas, con la historiografía tradicional de Corrientes, que permiten caracterizar a una etapa particular de la misma, nexo entre la historiografía de la primera y de la segunda mitad del siglo. Mantuvo la interpretación de la historia provincial y nacional que formaba parte de la tradición historiográfica correntina, pero incursionó en temáticas que hasta ese momento no habían sido estudiadas propiciando, entonces, nuevas áreas de investigación. Este trabajo pretende determinar ese aporte de Palma a la historiografía correntina y regional, que no obstante su reconocida importancia, no ha merecido un estudio sistemático. Para ello se propone caracterizar los aspectos teóricos, metodológicos y temáticos de su labor historiográfica, estableciendo su inserción local, regional y nacional. Se destaca su empeño por la difusión de la historia local, no solo a través de publicaciones, sino también por medio de la enseñanza  de la historia regional y la organización de instituciones específicas dedicadas a la investigación histórica y a la preservación del patrimonio histórico y cultural de Corrientes." 

## Obras
Su primera obra fue "El Coronel Genaro Berón de Astrada¨ en el año 1939, luego su continuación "Pago Largo"; es digno de destacar sus trabajos muy completos sobre ¨Bibliotecas y Librerías Correntinas¨, ¨Cronología de los Gobernantes¨, ¨Los Archivos de Corrientes¨, ¨La Enseñanza en Corrientes¨, ¨Historia de la Fotografía en la Provincia¨; numerosas biografías de próceres, monografías sobre orígenes de pueblos de la provincia. Resulta imposible nombrar toda su producción, ya que son más de trescientas, entre libros, folletos y publicaciones en diarios de la Capital Federal y del interior del país;, tampoco se debe olvidar que fue un gran colaborador del semanario ¨La Huella¨-semanario de origen bellavistense- cuyos artículos hablaban de aspectos históricos hasta entonces desconocidos de Bella Vista.
A continuación un listado con algunas de sus obras:
- El congreso de Abalos.
- El último Adelantado del Río de la Plata : licenciado Juan de Torres de Vera y Aragón
- Archivos correntinos.
- El correo en Corrientes durante la época colonial.
- La fotografía en Corrientes: su advenimiento y evolución.
- La enseñanza primaria durante la República Entrerriana.
- Historia de la ciudad de Alvear.
- Manuel Leiva, pregonero de la organización nacional.
- Bibliotecas y librerías correntinas.
- Pago Largo, noticias biográficas sobre los jefes de la batalla.[4]